# Рамикур
Рамику́р (фр. Ramicourt) — коммуна во Франции, находится в регионе Пикардия. Департамент коммуны — Эна. Входит в состав кантона Боэн-ан-Вермандуа. Округ коммуны — Сен-Кантен.
Код INSEE коммуны — 02635.

## Население
Население коммуны на 2010 год составляло 171 человек.
| 1962 | 1968 | 1975 | 1982 | 1990 | 1999 | 2010 |
| ---- | ---- | ---- | ---- | ---- | ---- | ---- |
| 227  | 205  | 176  | 184  | 169  | 178  | 171  |

## Экономика
В 2010 году среди 110 человек трудоспособного возраста (15—64 лет) 84 были экономически активными, 26 — неактивными (показатель активности — 76,4 %, в 1999 году было 76,6 %). Из 84 активных жителей работали 78 человек (42 мужчины и 36 женщин), безработных было 6 (3 мужчин и 3 женщины). Среди 26 неактивных 12 человек были учениками или студентами, 7 — пенсионерами, 7 были неактивными по другим причинам.